# Sura, Gorj
Sura este un sat în comuna Slivilești din județul Gorj, Oltenia, România.

## Vezi și
- Biserica de lemn din Sura

## Imagini

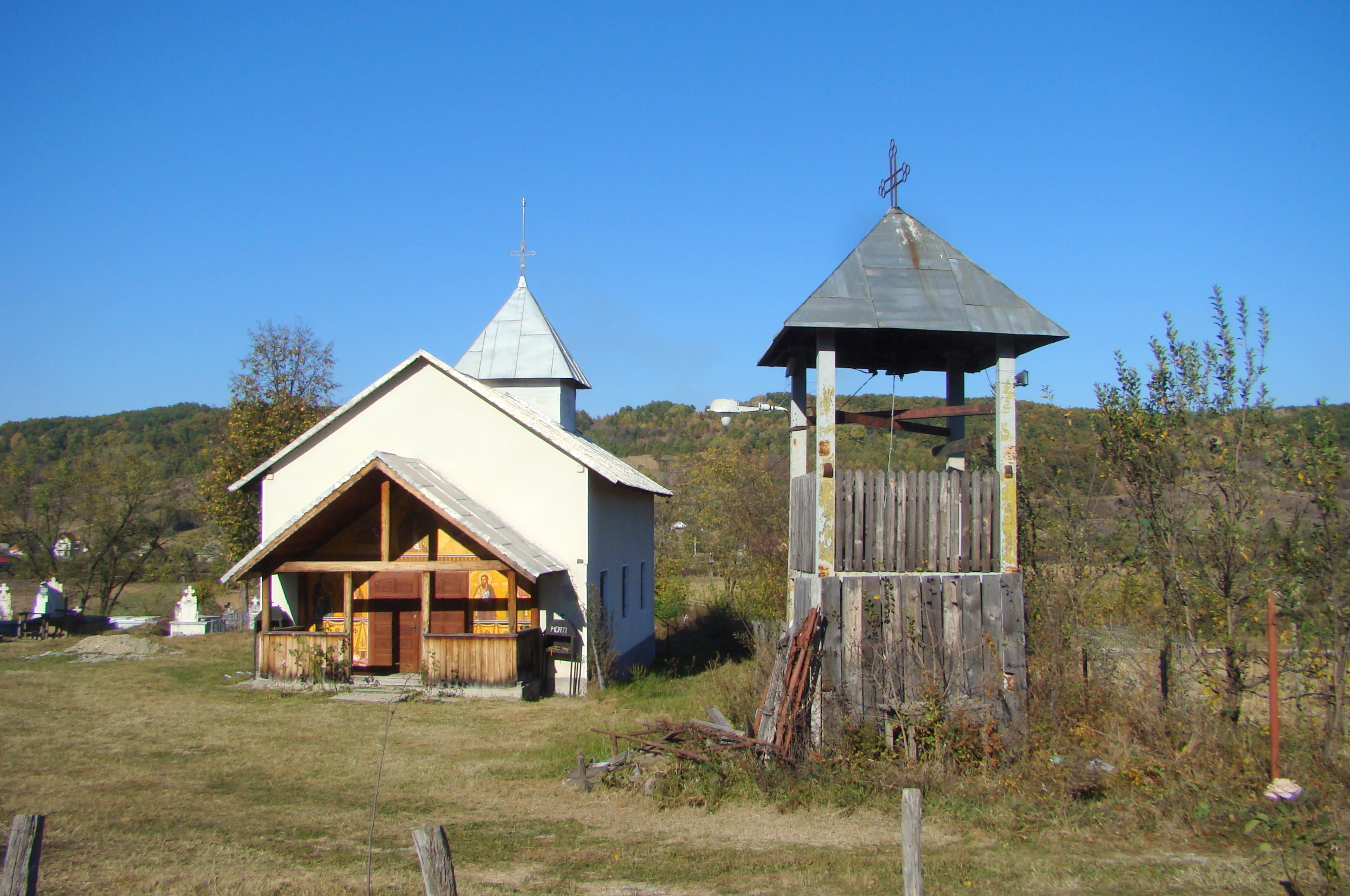
Biserica nouă din satul Sura
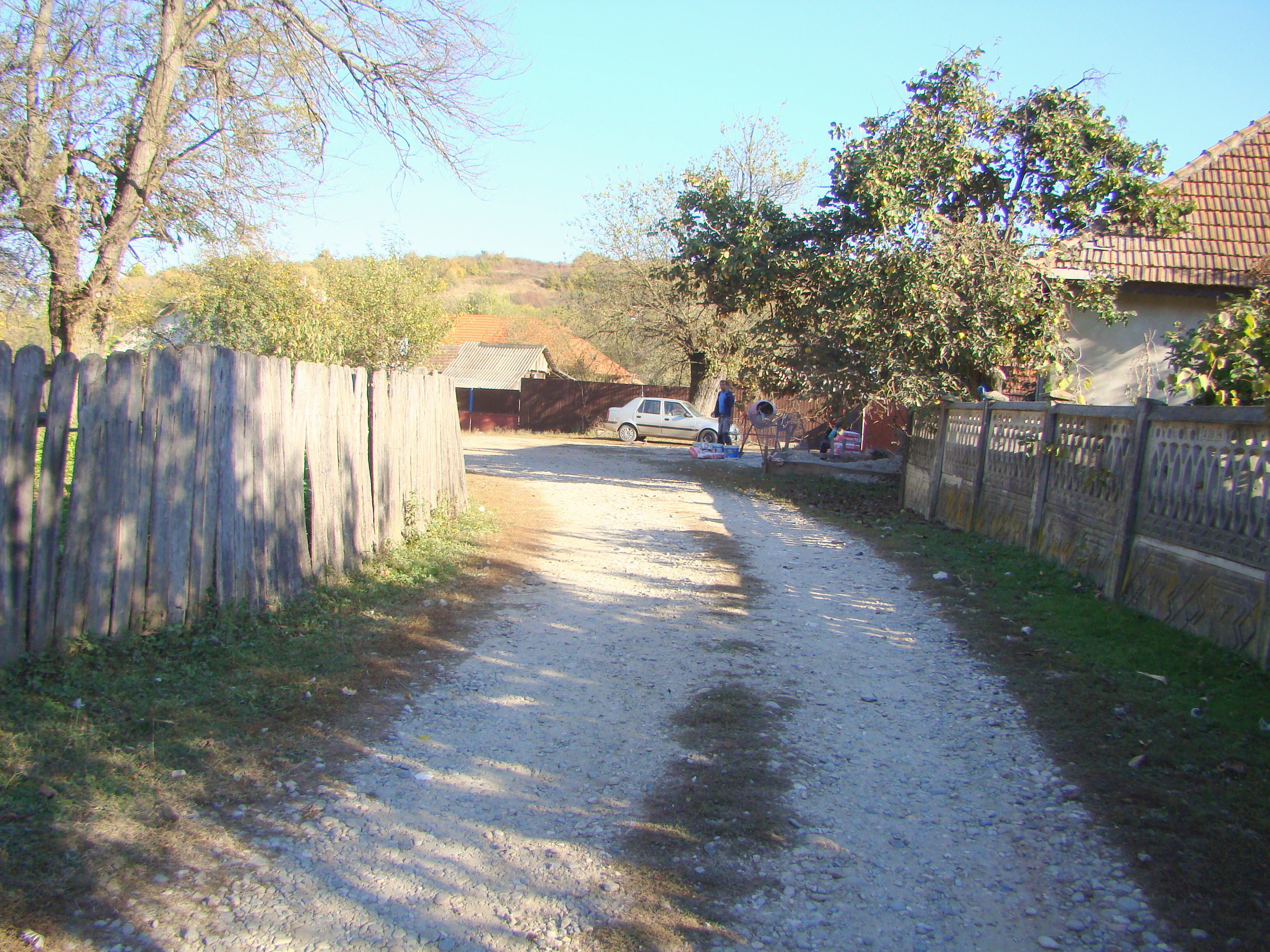

 Acest articol despre o localitate din județul Gorj este deocamdată un ciot. Puteți ajuta Wikipedia prin completarea lui.